# Джон Бакон
Джон Бакон (англ. John Bacon; 24 листопада 1740, Саутварк — 4 вересня 1799, Лондон) — британський скульптор, вважається засновником британської школи скульптури. Батько його, Томас Бакон — кравець з Саутварка.

## Біографія
В 14 років Джона Бакона було віддано на порцеляновий завод м. Крісіса в Ламбеті для навчання, де на перших порах його змушували розфарбовувати різні маленькі китайські прикраси, але, помітивши його спритність, підвищили в посаді до головного формувальника. Працюючи на порцеляновому заводі, Бакон мав можливість бачити багато моделей знаменитих скульпторів, які надсилалися на завод для випалювання. Спостереження за цими творами й було основним поштовхом до розвитку його скульптурних здібностей. На перших порах він прагнув наслідувати великих скульпторів й досягнув в цьому значних успіхів — невеличка фігура, яку він надіслав в 1758 р. до товариства заохочення мистецтв, отримала премію. Найвищі премії цього товариства присуджувались Джону Бакону дев'ять разів за період з 1763 по 1776 рік. Ще під час свого навчання Бакон поліпшив спосіб виготовлення статуй зі штучного каменю — вміння, яке надалі довів до досконалості.
До 1763 року Бакон працював над мармуром і в цей час придумав спосіб формування моделі з мармуру, за допомогою винайденого ним інструменту, який використовується скульпторами Англії й до наших днів. У 1769 році Бекон отримав першу золоту медаль від Королівської академії, а в наступному році був зарахований до неї. Невдовзі, він створив статую Марса, яка принесла йому гучну славу; після цього він отримав замовлення на бюст Георга III, що призначався для коледжу Крайст Черч в Оксфорді. Цією роботою Бекон здобув собі ласку короля, яку не втрачав до самої своєї смерті. Величезний успіх Бакона викликав заздрість інших скульпторів, які стали докоряти йому в незнанні класичного стилю. Ці несправедливі нападки блискуче були спростовані ним, коли з'явилася чудова голова Юпітера Танаіского та багато інших алегоричних фігур, що виконані в строгому класичному стилі.
Помер Джон Бекон на 59 році життя, 4 серпня 1799 року. Численні роботи Бекона прикрашають собор св. Павла в Лондоні, оксфордські коледжі Крайст Черч та Пембрук, собор в Бристолі та Вестмінстерське абатство.

## Галерея

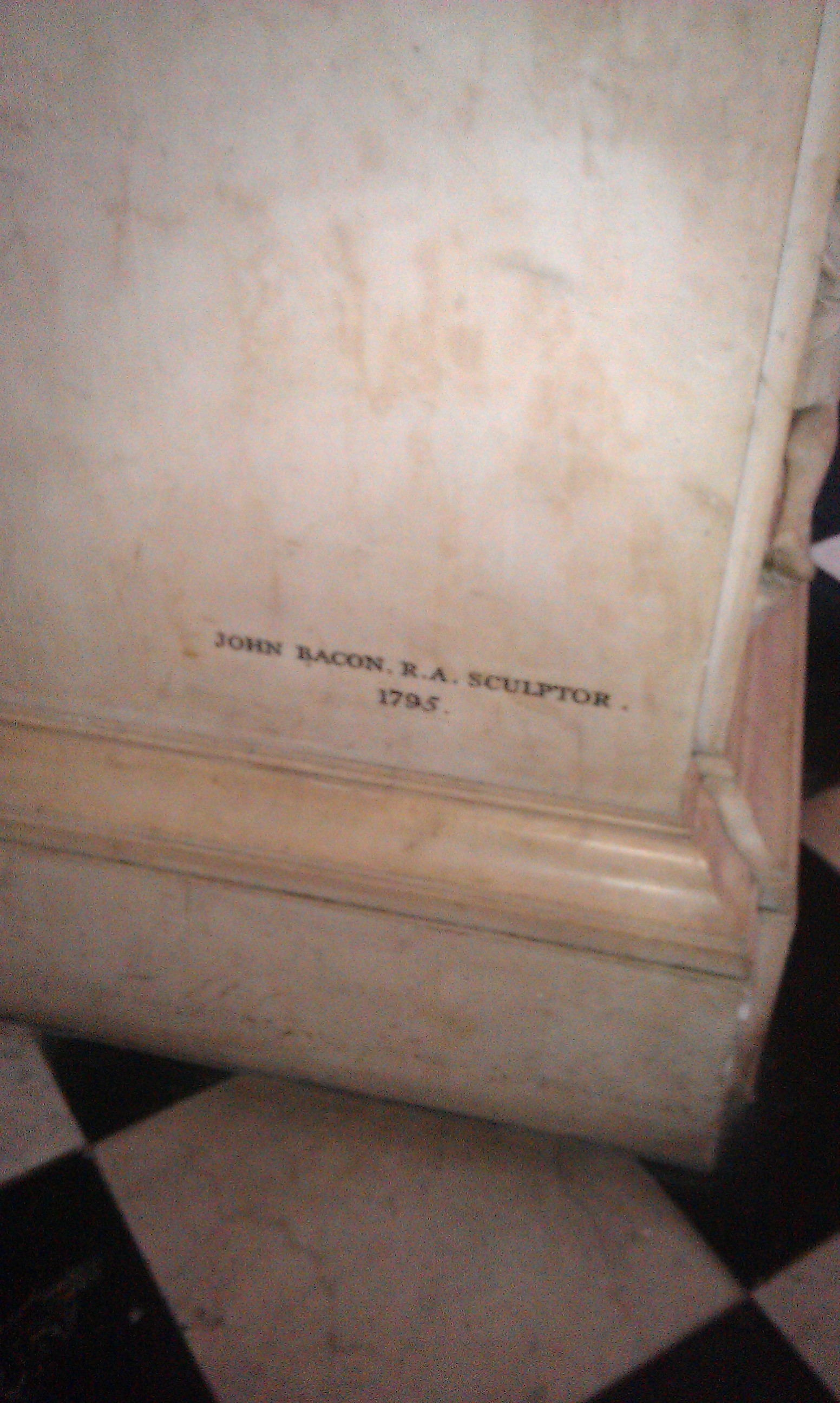
Постамент статуї Дж. Говарду в Соборі Петра і Павла (1795)
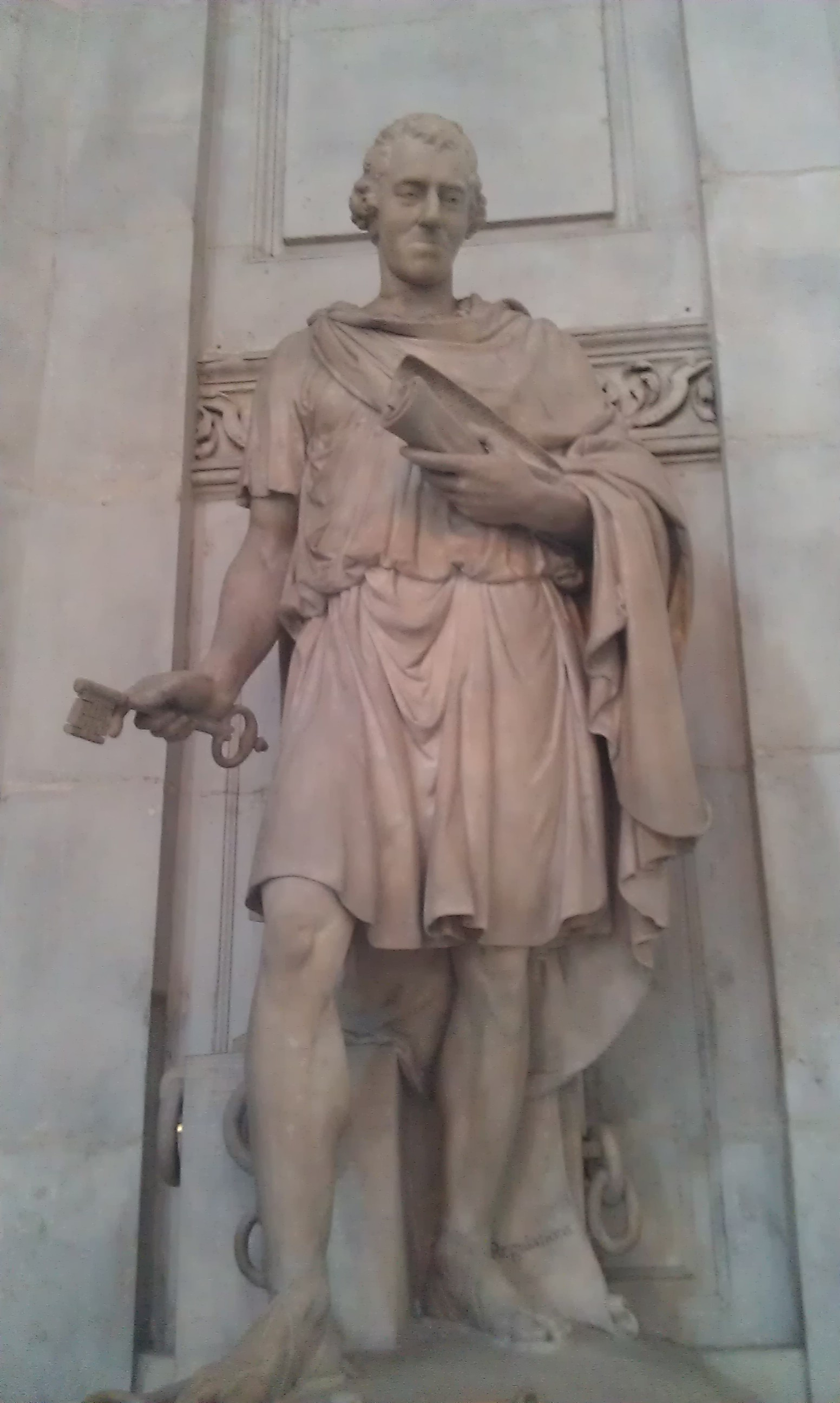
Статуя Дж. Говарда в Соборі Петра і Павла